# Cartilagine articolare
La cartilagine articolare riveste le superfici articolari. In genere si tratta di cartilagine ialina, lucida e levigata per permettere lo scorrimento tra le due superfici. Viene anche detta "lamina splendente".

## Anatomia
Ha uno spessore che va da 0,2 a 6 mm ed è più spessa in periferia. Facilita una reciproca e più morbida concordanza dei capi articolari e riduce l'usura degli stessi nelle sollecitazioni fisiologiche e nei microtraumi.
Inizialmente la cartilagine articolare è una porzione della cartilagine epifisaria che rimane dopo che questa è andata incontro ad ossificazione, nel tempo poi viene rimodellata e assume una struttura caratteristica ben riconoscibile in un preparato istologico. Questa struttura si forma in base alle sollecitazioni meccaniche cui il capo articolare è sottoposto, al fine di ripartire al meglio i carichi.
Si riconoscono tre fasce in cui le fibre si dispongono in modo diverso:
- all'interfaccia con la superficie libera le fibre si dispongono parallelamente ad essa, qui sono talmente fitte che l'ingresso alle cellule è precluso;
- in una seconda fascia le fibre assumono andamento ad arco, questa disposizione conferisce alla cartilagine articolare una buona elasticità e deformabilità;
- nell'ultima fascia, quella all'interfaccia con l'osso, le fibre si dispongono in modo perpendicolare rispetto alla superficie libera, in questa fascia le cellule si pongono in pile tra le fibre rispecchiando l'andamento di queste ultime. Le fibre scendono fino al fronte osseo penetrando in esso e cementandosi come fibre di Sharpey.

La parte profonda della matrice cartilaginea, quella a contatto con l'osso, è mineralizzata, questa è quindi impermeabile e forma una barriera insormontabile ai metaboliti tra cartilagine e osso subcondrale; da ciò deriva che la cartilagine articolare dipende per il suo trofismo, non dall'osso subcondrale, ma, in minima parte, dai vasi periostali, e soprattutto dal liquido sinoviale, che riempie la cavità articolare, dove la cartilagine prende i suoi metaboliti e dove riversa i cataboliti. Ne deriva che una variazione metabolica del liquido sinoviale causa enormi danni all'articolazione.

## Patologie
Diversamente da derma e ossa, la cartilagine è un tipo di tessuto che non si rigenera a seguito di rottura, ad esempio nel caso di frattura degli arti. In presenza di dolore, infiammazione, edema, danni alla cartilagine senza una completa rottura, possono essere praticate con particolari siringhe infiltrazioni locali di acido ialuronico, il principale costituente del liquido sinoviale. L'infiltrazione non può essere eseguita se nella zona da trattare sono presenti infezioni nell'articolazione, malattie della pelle, coaguli di sangue. Talora, l'infiltrazione è preceduta da un 
intervento chirurgico in anestesia locale per disinfettare e ripulire la parte. Con un'altra metodica, è possibile che l'infiltrazione di acido ialuronico sia associata ad una miscela di ossigeno e azoto: l'ossigeno-ozono è un antinfiammatorio che opera direttamente sulle prostaglandine (sostanze che veicolano l'infiammazione), un antidolorifico (inibisce il rilascio dei prodotti di degradazione), un antisettico, un germicida, e possiede un effetto antiossidante. È considerato inoltre un potente battericida che abbatte i rischi di infezione e migliora l'ossigenazione tissutale. Infiltrazioni di acido ialuronico e ossigeno-ozono sono utili a chi soffre di malattie articolari.
L'iniezione può essere eseguita a mano libera, oppure con guida ecografica, che consente l'accuratezza nel posizionamento dell'ago e quindi una più precisa esecuzione della procedura, con minore rischio di effetti collaterali nonché maggiore risultato.
Sebbene l'acido ialuronico sia acquistabile per automedicazione, il titolo di acido per le infiltrazioni è molto più alto e richiede che siano praticate da personale medico o infermieristico. L'errata iniezioni di acido nel muscolo anziché nella cartilagine, può causarne la paralisi.